# Diocesi di Bereina
La diocesi di Bereina (in latino Dioecesis Bereinitana) è una sede della Chiesa cattolica in Papua Nuova Guinea suffraganea dell'arcidiocesi di Port Moresby. Nel 2022 contava 98.300 battezzati su 144.150 abitanti. È retta dal vescovo Otto Separy.

## Territorio
La diocesi comprende i distretti di Goilala e Kairuku-Hiri della Provincia Centrale della Papua Nuova Guinea.
Sede vescovile è la città di Bereina, dove si trova la cattedrale di Nostra Signora del Sacro Cuore di Gesù.
Il territorio si estende su 20.146 km² ed è suddiviso in 15 parrocchie.

## Storia
Il vicariato apostolico dell'isola di Yule fu eretto il 16 luglio 1959 con la bolla Qui per electionem di papa Giovanni XXIII, ricavandone il territorio dal vicariato apostolico di Port Moresby (oggi arcidiocesi).
Il 15 novembre 1966 in forza della bolla Laeta incrementa di papa Paolo VI il vicariato apostolico è stato elevato a diocesi e ha assunto il nome attuale.
Il 16 gennaio 1971 ha ceduto una porzione del suo territorio a vantaggio dell'erezione della diocesi di Kerema.

## Cronotassi dei vescovi
Si omettono i periodi di sede vacante non superiori ai 2 anni o non storicamente accertati.
- Eugène Klein, M.S.C. † (14 giugno 1960 - 5 giugno 1971 nominato arcivescovo coadiutore di Numea[1])
  - Sede vacante (1971-1976)
- Louis Vangeke, M.S.C. † (1º marzo 1976 - 30 ottobre 1979 ritirato)
- Benedict To Varpin, M.S.C. † (30 ottobre 1979 - 26 gennaio 1987 nominato arcivescovo coadiutore di Madang)
- Luke Paul Matlatarea, M.S.C. † (21 giugno 1988 - 28 marzo 1998 deceduto)
- Gérard-Joseph Deschamps, S.M.M. † (2 gennaio 1999 - 12 febbraio 2002 dimesso)
- John Ribat, M.S.C. (12 febbraio 2002 - 16 aprile 2007 nominato arcivescovo coadiutore di Port Moresby)
- Rochus Josef Tatamai, M.S.C. (29 novembre 2007 - 22 giugno 2018 nominato vescovo di Kavieng)[2]
- Otto Separy, dal 16 luglio 2019

## Statistiche
La diocesi nel 2022 su una popolazione di 144.150 persone contava 98.300 battezzati, corrispondenti al 68,2% del totale.
| anno | popolazione | popolazione | popolazione | presbiteri | presbiteri | presbiteri | presbiteri                | diaconi | religiosi | religiosi | parrocchie |
| anno | battezzati  | totale      | %           | numero     | secolari   | regolari   | battezzati per presbitero | diaconi | uomini    | donne     | parrocchie |
| ---- | ----------- | ----------- | ----------- | ---------- | ---------- | ---------- | ------------------------- | ------- | --------- | --------- | ---------- |
| 1970 | 40.511      | 105.495     | 38,4        | 50         | 7          | 43         | 810                       |         | 64        | 85        | 21         |
| 1980 | 41.983      | 52.586      | 79,8        | 33         | 5          | 28         | 1.272                     | 3       | 47        | 44        | 13         |
| 1990 | 53.563      | 64.919      | 82,5        | 26         | 5          | 21         | 2.060                     | 2       | 34        | 50        | 16         |
| 1999 | 62.656      | 80.000      | 78,3        | 17         | 7          | 10         | 3.685                     | 1       | 16        | 35        | 14         |
| 2000 | 64.536      | 80.000      | 80,7        | 18         | 7          | 11         | 3.585                     | 1       | 19        | 26        | 14         |
| 2001 | 66.156      | 81.506      | 81,2        | 17         | 7          | 10         | 3.891                     | 1       | 18        | 26        | 14         |
| 2002 | 67.048      | 82.848      | 80,9        | 19         | 8          | 11         | 3.528                     | 2       | 15        | 26        | 14         |
| 2003 | 67.933      | 83.733      | 81,1        | 19         | 7          | 12         | 3.575                     | 2       | 17        | 24        | 14         |
| 2004 | 67.933      | 83.733      | 81,1        | 19         | 7          | 12         | 3.575                     | 1       | 15        | 23        | 14         |
| 2006 | 69.000      | 86.500      | 79,8        | 21         | 9          | 12         | 3.285                     | 1       | 14        | 25        | 14         |
| 2012 | 84.000      | 97.151      | 86,5        | 22         | 9          | 13         | 3.818                     | 1       | 17        | 23        | 13         |
| 2015 | 86.000      | 102.141     | 84,2        | 23         | 9          | 14         | 3.739                     |         | 19        | 25        | 15         |
| 2018 | 94.000      | 137.835     | 68,2        | 21         | 9          | 12         | 4.476                     |         | 14        | 38        | 15         |
| 2020 | 96.100      | 140.880     | 68,2        | 19         | 8          | 11         | 5.057                     |         | 12        | 23        | 15         |
| 2022 | 98.300      | 144.150     | 68,2        | 14         | 8          | 6          | 7.021                     |         | 8         | 29        | 15         |